# Leunen
Leunen est un village situé dans la commune néerlandaise de Venray, dans la province du Limbourg. Le 1er janvier 2023, le village comptait 2 250 habitants. Au milieu du village trône l'église Sainte Catherine avec son clocher datant du XVe siècle. 

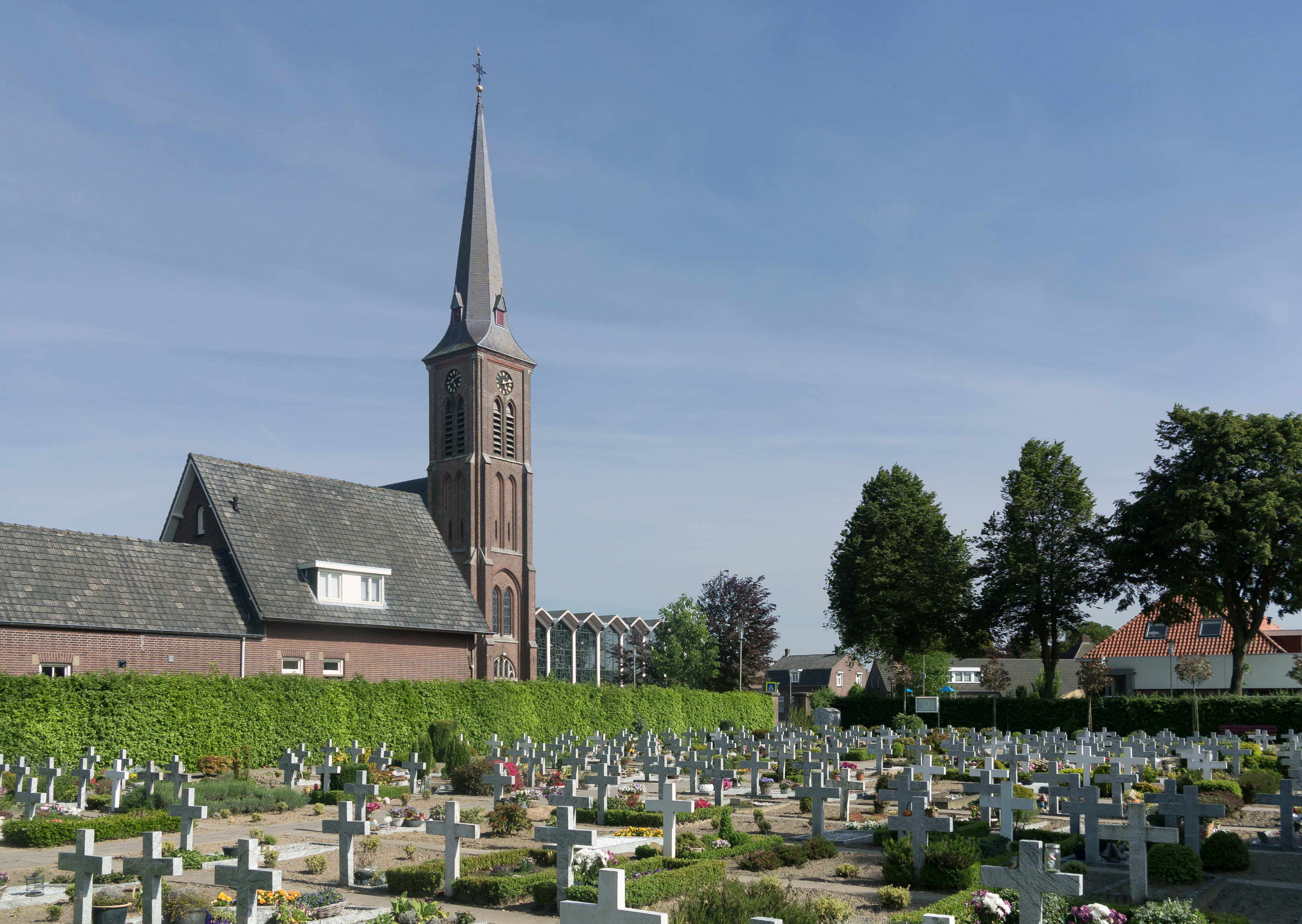
L'église Sainte-Catherine.

## Toponymie
Le nom de ce village viendrait du mot loenen, qui signifie « bel endroit calme au bord de l'eau ». Au fil du temps, le mot aurait évolué vers luenen pour finalement aboutir à leunen. 

## Histoire
Le village remonte au XVe siècle. Son nom apparaît pour la première fois en 1433 dans une lettre de l'évêque de Liège qui donne l'autorisation aux villageois du village de Leunen de construire une chapelle. 